# أميرة بهي الدين
أميرة بهي الدين هي روائية وكاتبة ومحامية ومذيعة ومصورة مصرية، كما أن لها خبرة ممتدة كباحثة وحقوقية تحديدًا فيما يخص قضايا المرأة ولذا فلديها شغف وفير في مجالات كثيرة، كل مجال منهم رحلة وكل رحلة كونت خبرة وصنعت قصصا يمكننا من خلالها رؤية العالم بعيونها الخبيرة التي شهدت وشاهدت أحداثا عظيمة.

## حياتها ونشأتها
ولدت أميرة محمود بهى الدين عبد الله في محافظة الجيزة عام 1959 في الثامن عشر من شهر مارس، والداها محمود بهى الدين عبد الله نائب رئيس محكمة النقض والرئيس الشرفي  لنادي القضاة والام كوثر حسن، جدها المستشار عبد الله بك محمد الذي مارس العمل القضائي في بدايات القرن الماضي وخرج على المعاش عام 1940 مستشاراً في محكمة الجنايات.
أميرة بهي الدين أم لابنتين الكبرى مهندسة ومصممة حلي، والصغرى مصورة فوتوغرافية ومديرة فنية
قضت مرحلة رياض الأطفال في مدرسة la rose de Lisieux schools ثم انتقلت إلى مدرسة أبو الهول القومية بالدقى في المرحلة الابتدائية، ثم أكملت المرحلة الإعدادية في مدرسة الناصرية الإعدادية بنات لتكمل المرحلة الثانوية في مدرسة الأورمان الثانوية بنات القسم الأدبي.
وقد أتاحت لها تلك النشأة العائلية والمناخ القانوني القضائي الذي عاشت فيه طفولتها بسبب والدها وأصدقائه وزملائه من شيوخ المستشارين والقضاة والمتابعة اللصيقة للمعارك التي خاضوها بتكملة مسيرتها التعليمية في كلية الحقوق جامعة القاهرة منذ عام 1976 إلى عام 1980.

## مسيرتها[4]
بدأت مسيرتها الفريدة بعد التخرج مباشرة في ممارسة مهنة المحاماة اعتبارًا من أكتوبر 1980،  وفي عام 1987 قيدت الأستاذة أميرة بهي الدين أمام المحكمة الاستئنافية وافتتحت مكتبها الخاص كمؤسسة مهنية فردية مقرها 30 شارع عدلي بالقاهرة  وهي المؤسسة التي تطورت عبر الأربعين سنة الماضية وأكثر لتصبح  مؤسسة "مكتب أميرة بهي الدين للمحاماة والاستشارات القانونية" والتي يتكون فريقها الآن
– بخلاف المحامين الذين أنهوا تدريبهم بالمكتب واستقلوا عنه بفتح مكاتبهم الخاصة - من 13 محامي بكل درجات التقاضي، فضلًا عن طاقم السكرتارية المكون من سكرتيرين فضلًا عن مدير المكتب وطاقم المعاونة الإلكترونية وأفراد الخدمة المعاونة والتنظيف.

## النشاط الحقوقي والسياسي[5]
كان لأميرة بهي الدين نشاط سياسي عريق ونشاط نسوي وحقوقي باهر حيث إنها في الفترة من 1980 وفور تخرجها وحتي 2000 شاركت ضمن هيئات الدفاع في العديد من القضايا السياسية وقضايا أمن الدولة بالاشتراك مع  لجنة الدفاع عن الحريات بنقابة المحامين.
في أكتوبر 1984 شاركت في أعمال لجنة الحريات ولجنة المرأة وهما من ضمن اللجان التي عقدت جميعها ضمن فعاليات
"مؤتمر المحامين العرب" الذي عقد في مدينة سوسة بتونس.
ومنذ عام 1985 اهتمت بقضايا المرأة وحقوقها اهتمامًا خاصًا فشاركت في حركة الضغط النسوي التي نظمتها جمعيات نسائية وشخصيات عامة قبل صدور قانون الأحوال الشخصية 100 لسنة 1985 والتي صاغت عدة مطالب طالبت بإدراجها ضمن مواد القانون المزمع صدوره وقت ذاك.
وفي عام 1986 شاركت في "مؤتمر العدالة الأول" الذي عقده نادي قضاة مصر لبحث أمر العدالة وتحقيقها كما شاركت في أعمال لجنة "إجراءات التقاضي" بالعديد من الاقتراحات القانونية المحددة وصولًا لتيسير إجراءات التقاضي دون إخلال بحقوق وواجبات المتقاضين وهي اللجنة التي رأس أعمالها في ذلك الوقت المستشار "مصطفي كيرة" نائب رئيس محكمة النقض.
وفي يوليو 1987 كانت من  ضمن لجنة الدفاع والمحامين الذين تطوعوا  للدفاع عن أعضاء النقابات السينمائية والتمثيلية في معركتهم لاستقلال النقابة وتحديد مدة انتخاب النقيب لدورتين فقط  حيث قاموا برفع العديد من القضايا أمام محكمة القضاء الإداري وهي المعركة التي تطورت نظرًا لإصدار قانون للنقابات الفنية بغير مناقشة أعضائها متضمنًا العديد من البنود المعترض عليها، وقد أدى ذلك إلى اعتصام الفنانين داخل مبنى نقابة المهن السينمائية وهو الاعتصام الذي صاحبه اضراب عن الطعام لعدد من الفنانين وانتهى باتفاق سياسي لإجراء تعديلات بالقانون وتم فض الإضراب والاعتصام.
وفي عام 1988 أعدت بحثًا حقوقيًا "مقارنة بين الميثاق العالمي لحقوق الإنسان والقوانين المصرية" شاركت به في الندوة التي أقامتها المنظمة العربية لحقوق الإنسان والمنظمة التونسية لحقوق الإنسان بمدينة تونس العاصمة بمناسبة مرور أربعين عامًا على إصدار العهد الدولي لحقوق الإنسان.
وفي نفس العام شاركت في أعمال الملتقى الفكري الأول الذي عقدته المنظمة المصرية لحقوق الإنسان بمناسبة مرور 40 عام علي صدور الميثاق العالمي لحقوق الإنسان في مدينة القاهرة ، حيث قدمت ذات البحث في اليوم الأول للمتلقي وهو البحث الذي نشر في الكتاب الذي صدر عن المنظمة عن أعمال ذلك الملتقى، وشاركت بالمنظمة المصرية لحقوق الإنسان كعضو عامل واستمرت عضويتها بتلك المنظمة حتى انتخبت عام 1991 كعضو بمجلس أمناء تلك المنظمة والذي كان يرأسه وقت ذاك السفير محمد إبراهيم كامل واستمرت عضويتها بمجلس الأمناء لتلك الدورة ثم انتخبت لدورة ثانية انتهت عام 1995.
وفي يونيو عام 1989 شاركت في أعمال "مؤتمر المحامين العرب" الذي عقد بالعاصمة السورية دمشق وقدمت بحثًا في لجنة المرأة المنعقدة ضمن فاعليات ذلك المؤتمر "علاقة المرأة بالتنظيم القانوني المصري".
وفي نفس السنة شاركت في مؤتمر نظمته منظمة تضامن المرأة العربية بالقاهرة حول حقوق المرأة والعنف ضد النساء، وقدمت دراسة عن علاقة المرأة والقانون في مصر.
وعام 1990 شاركت في الندوة الشهرية لمنظمة تضامن المرأة العربية وقدمت دراسة معنونة "قراءة جديدة في أوراق قديمة – المرأة جاني أم مجني عليه" وقد نشرت تلك الندوة بنشرة المنظمة في أغسطس 1990.
وفي عام 1990 حضرت مؤتمر بمانيلا بالفلبين عقدته المنظمات النسائية هناك حول العديد من القضايا النسوية ومن ضمنها الحقوق الإنجابية والعنف ضد النساء، وقد شاركت في أعمال اللجنة الخاصة بمقاومة العنف ضد النساء وخصوصًا العنف المنزلي الأسري.
وفي عام 1992 شاركت في المعركة الانتخابية لمجلس النقابة العامة للمحامين وعلى أثر إعلان بيان من محامين التيار الإسلامي –المرشحين وقت ذاك– عن نيتهم في فرض الحجاب على المحاميات في حال نجاحهم في الانتخابات  شاركت بضعة محاميات وأصدرن بيان "مذبحة تعد للمحاميات " وهو ما دعا المرشحين المذكورين إلى إنكار البيان السابق إصداره منهم وكذبوا مضمونه.
وفي عام 1993 اختارت منظمة اليونيسيف مصر أميرة بهي الدين ضمن فريق من الخبراء "الدكتور عادل عازر ، الدكتورة سوسن الميسري ، الأستاذة منى ذو الفقار " للمحاضرة في العديد من الحلقات النقاشية مع أعضاء مجلس الشعب حول حقوق المرأة وحقوق الطفل، وقد تم تنظيم ثلاث حلقات نقاشية، حضر كل منها ما لا يقل عن ثلاثين عضوًا من أعضاء مجلس الشعب، الحلقة الأولى في القاهرة والثانية في الغردقة والثالثة في شرم الشيخ وحاضرت أميرة بهي الدين في الحلقات الثلاث حول وضع المرأة في التشريعات المصرية.
وفي فبراير 1993 شاركت في ندوة بمعرض الكتاب الدولي عن "المرأة المصرية وحركة التنوير " وألقت بها ورقتها البحثية "المرأة والقانون" وهي الندوة التي شارك فيها الدكتور مراد وهبة وأدارتها الدكتورة رضوى عاشور.
وفي أكتوبر 1993 شاركت  عدد من الباحثات المصريات في إعداد بحث عن المرأة المعيلة النساء التي تعول أسر في مصر، وأعدت الورقة القانونية الخاصة بذلك الموضوع كجزء من البحث الشامل، ثم قدمت تلك الورقة في مؤتمر عام أعدته المنظمات النسائية لعرض ذلك البحث ونتائجه.
شاركت تطوعًا ضمن هيئة الدفاع والمحامين في القضايا التي رفعت علي الدكتور نصر حامد أبو زيد للتفريق بينه وبين زوجته
(قضية الحسبة) وهي القضية التي حكم فيها لصالحه بالدرجة الأولي والتي شاركت في المرافعة عنه وعن زوجته
ومرافعتها مكتوبة من ضمن وثائق القضية ومستنداتها.
وفي نهايات عام 1993 وبدايات عام 1994 أعدت مع يونيسيف مصر دراسة عن العنف ضد النساء قسمت إلى جزء نظري وجزء قائم على الرصد الصحفي للظاهرة وقدمت دراستها بعنوان
"المرأة – العنف والعنف المضاد" وفي نفس الفترة أعدت دراسة عن العنف الأسري "رابعة سليمان مطر – حالة نموذجية للعنف الأسري".
وفي بدايات عام 1994 شاركت  العديد من النساء الناشطات في مجال حقوق المرأة وحقوق الإنسان في الإعداد للمؤتمر الدولي للسكان والذي عقد في القاهرة في سبتمبر 1994، وكانت من ضمن لجنة تعزيز دور المرأة في المجتمع التي قسمت أعمالها للعديد من اللجان الفرعية ومن ضمنها اللجنة القانونية التي قامت بالعديد من الأبحاث للمشاركة في ذلك المؤتمر وقدمت بحثًا بعنوان "التمييز ضد المرأة في قانون العقوبات" وشاركت فريق الخبيرات في عرض الأبحاث التي قمن بها ونتائجها على منظمات المجتمع المدني، حيث تم عقد أكثر من حلقة نقاشية بالقاهرة والمنيا وحاضرت فيهم وقدمت بحثها ونتائجه على الحاضرات ثم قامت أثناء مؤتمر السكان بعرض ذات البحث كجزء من فعاليات المؤتمر، وقد تضمنت وثيقة الجمعيات الأهلية المصرية إلى مؤتمر السكان نتائج ذلك البحث كجزء من الدراسة الشاملة التي قامت بها الجمعيات بشأن المرأة ووضعها بالمجتمع المصري.
وفي غضون عام 1994 شاركت في الفيلم التسجيلي  "نساء مسؤولات" من إخراج الأستاذة عطيات الأبنودي وهو فيلم يتحدث  عن النساء التي تعول أسر والتي بلغ عددهم 25 % من الأسر المصرية.
وفي يوليو 1994 قدمت  ورقة بحثية بعنوان "الأنثى الطفلة بين الحماية القانونية والإعتداءات الواقعية" وذلك بالندوة التي عقدتها منظمة اليونيسيف بالقاهرة حول "الأنثى الطفلة".
وفي نوفمبر 1994 شاركت بملتقى العمل التحضيري لمؤتمر المرأة العالمي في بكين  الذي عقد بعمان بالأردن حيث شاركت في لجنة العنف ضد النساء وقدمت دراستها "المرأة العنف والعنف المضاد" على جمهور الحاضرات في تلك اللجنة.
وفي ديسمبر عام 1994 شاركت في ندوة عن ختان الإناث وقدمت ورقة بحثية فيها بعنوان "محاور للمناقشة ختان الاناث بين التجريم القانوني وهيمنة الأعراف الاجتماعية" وقد نشرت نفس الورقة في كتاب أعد عن تلك الندوة.
ومنذ أواخر 1994 وحتى عقد مؤتمر المرأة العالمي ببكين اغسطس / سبتمبر 1995 شاركت  العديد من الناشطات النسويات المصريات في العمل التحضيري لذلك المؤتمر ، حيث أعدت بالتنسيق مع بعض الباحثات الناشطات بدعم من مجلس السكان بالقاهرة دراسة عن وضع المرأة في المجتمعات العربية وقامت أميرة بهي الدين في ذلك البحث بالجزء القانوني "مؤشرات أولية عن وضع المرأة في البلدان العربية " وقد أعدت ذلك البحث عن طريق المقابلات الشخصية مع نقباء المحامين العرب أثناء اجتماع المكتب الدائم لاتحاد المحامين العرب الذي عقد في تونس مايو 1995، وعن طريق الاطلاع على دساتير وقوانين تلك الدول، وقد نشرت تلك الدراسة في كتاب بعنوان " المرأة العربية – لمحة من التنوع والتغيير.
وفي ذات الوقت شاركت في أعمال ندوة نظمها المعهد العربي لحقوق الإنسان في تونس العاصمة في يونيو 1995 حول العمل التحضيري لمؤتمر المرأة العالمي ببكين وصولًا لتنسيق العمل بين المنظمات والشخصيات العربية المشاركة في مؤتمر المرأة بيكين.
وفي أغسطس سبتمبر 1995 شاركت في فعاليات مؤتمر المرأة العالمي الذي عقد في بكين بالصين،  وقدمت في لجنة التمييز ضد النساء وهي أحد لجان المؤتمر ورقتها البحثية  "مؤشرات أولية عن وضع المرأة في البلدان العربية".
وفي ديسمبر 1996 شاركت في ندوة "المرأة العربية والشأن العام" التي عقدت بالقاهرة وقدمت ورقتها البحثية "مؤشرات أولية عن وضع المرأة في البلدان العربية".
وفي غضون عام 1997 شاركت في أعمال ندوة دعت إليها منظمة الاميديست بالقاهرة التي عقدت بمقر جمعية الصعيد حول علاقة المرأة بالتنظيم القانوني وقدمت فيها مداخلة عن المرأة وقوانين الأحوال الشخصية.
وفي نفس العام شاركت في ملتقى الحوار حول اتفاقية القضاء على كافة أشكال التمييز ضد المرأة بالحلقة النقاشية الأولى حول علاقة المرأة بالقانون والذي نظمته منظمة "فريدريك ايبرت" بالقاهرة.
في فبراير 1998 شاركت في ندوة نظمها مركز استقلال القضاء والمحاماة بالقاهرة حول تولي المرأة للقضاء بين مؤيد ومعارض وقدمت ورقة بحثية بعنوان "اشتغال النساء بالقضاء السماح التشريعي والمعوقات الواقعية"
وفي فبراير 2000 شاركت في ندوة عقدها مركز القاهرة لحقوق الإنسان عن قانون الأحوال الشخصية الجديد 1 لسنة 2000 "قانون الخلع" وقدمت ورقة عن رؤيتها النقدية لذلك القانون.
وفي عام 2004  شاركت في أعمال مؤتمر "معًا نناهض العنف ضد المرأة" الذي عقدته رابطة المرأة العربية بالقاهرة وقدمت ورقة بحثية بعنوان "البعد القانوني للعنف ضد المرأة".
وفي ديسمبر 2005 شاركت في ندوة نظمتها منظمات ملتقى النساء "رابطة المرأة العربية ، مؤسسة المرأة الجديدة ، مركز المرأة المصرية" لتقييم الانتخابات التشريعية واستبعاد النساء منها وكانت مشاركتها بالتعقيب على التقرير الذي أعدته المنظمات الثلاث تقييمًا لتلك الانتخابات.
في ديسمبر 2005 شاركت في مؤتمر "حركة نسائية موحدة في وطن ديمقراطي حر" الذي عقدته مؤسسة المرأة الجديدة بالقاهرة وقامت بالتعقيب على الأوراق البحثية المقدمة بالجلسة الأولى لليوم الثاني والخاصة بمواقف القوى السياسية "الإسلامية ، الماركسية ، الناصرية" من قضايا المرأة.
في يناير 2006 شاركت في ورشة العمل التي نظمها مركز استقلال القضاء والمحاماة بعنوان "تولي المرأة المصرية منصب القضاء" وقدمت ورقة بحثية بعنوان "المعوقات الواقعية أمام اشتغال النساء بالقضاء".
وعلي مدي ما يزيد عن عشر سنوات اعتبارًا من صيف 1996 وحتي 2009، شاركت في الدورة الدراسية التي نظمها مركز القاهرة لحقوق الإنسان لطلبة وطالبات الجامعات المصرية عن حقوق الإنسان وقدمت محاضرة سنوية كجزء من برنامج الدورة عن "وضع المرأة في التشريعات المصرية ، علاقة التشريع بالقانون والعرف والشريعة".
منذ عام  2000 وحتى 2010 شاركت في العديد من الندوات وورش العمل المتعلقة بحقوق الإنسان وحقوق النساء والتمييز ضد النساء مع العديد من المنظمات الأهلية.
في يناير 2010 ، أصدرت كتاب (ضل راجل ولا ضل حيطة) نشرت فيه أهم الأبحاث القانونية والاجتماعية التي قامت بها حول التمييز القانوني والاجتماعي ضد النساء في مصر والعالم العربي.

## رحلتها في عالم الكتابة الأدبية والرواية[6]
بدأت الأستاذة أميرة بهي الدين رحلتها في عالم الرواية بنشرها لروايتها الأولى رواية «العيد» سنة 1996، وهي رواية مكونة من ثمانية فصول، وتدور أحداثها في ثمانية أيام من 17 نوفمبر 1977 وحتي 24 نوفمبر من نفس العام.
لتنقطع بعدها عن الكتابة الأدبية لسنوات طويلة، ثم تعود في الفترة من عام 2010 وحتى 2016 لتنشر 17 كتاب حواديت وحكي مع دار نشر المحروسة، وهم:

## مؤلفاتها[7]
«سيدة محترمة دخل اليها من نافذة الحلم»،
«روج أحمر لامع»،
«الرقص على نغمات الهزيمة المعتادة»،
«أنا والوطن وخمسين عاما»،
«طبعا ذنب الحكومة»،
«نفسي الدنيا تصالحنا»،
«ضل راجل ولا ضل حيطة»،
«فتاة صغيرة تكلم الأشباح»،
«أبو الجواز وأيامه السودة»،
«سيدة تتأرجح على كرسي هزاز تنتظر فارس لم يأت»،
«حواديت مدادها الوجع»،
«حواديت كتبها العشق»،
«حواديت منسية»،
«ياله من موت رومانسي»،
«كل هذا حدث في يوم واحد»،
«قبلة سوداء على القميص الأبيض»،
«حكاية امرأة محظوظة».
وفي الفترة من 2015 وحتى 2017 نشرت مع نفس الدار أربع روايات:
«أنا كنت عيدك»،
«يوميات ميت» ،
«موال الوصل والوجع»،
«تعويذة العشق والدموع».
في 2018 نشرت روايتها «برديات مدن الياسمين» مع دار الهلال، وهذه الخماسية تتناول حكاية الابن الزين الموعود بالانتصار الذي كتب ببطولته وشجاعته برديات الرحلة التي عاشتها مدن الياسمين (مصر) عبر تاريخها الطويل منذ البداية وحتى يومنا هذا، وتتكون السلسلة من خمس برديات هم:
«بردية الميلاد»،
«بردية الوجود»،
«بردية المقاومة»،
«بردية التحدي»،
«بردية الانتصار»،
وقد صدرت الطبعة الثانية للخماسية مع دار نشر بتانة سنة 2022.
وفي سنة 2021 نشرت رواية «سوناتا عزيزة» مع دار نشر بتانة، وهي رواية تمتد أحداثها منذ ثلاثينات القرن الماضي وحتى 2010، وبطلة الرواية "عزيزة هانم" التي عاشت حكايتها وحياتها ما بين عوالم وأماكن وثقافات مختلفة، ما بين حلوان وكفر السعداوي في مصر، وبيرن وجينيف في سويسرا وتمتد أحداث الرواية من مقاهي مدينة انسي الفرنسية إلى مدرسة الراهبات بالمنصورة. وتحكي رحلتها حياتها التي عاشتها برفقة شوبان الذي صاحبها أيامها، تبكي بأوتار "ذكريات الماضي" وتحكي عن كل الليالي الموحشة التي عاشتها بنغمات "رياح الشتاء" وتبتسم ابتسامتها النهارية بألوان وبهجة "فالس الربيع"، وتُعد رواية «سوناتا عزيزة» هي الرواية الأحدث للسيدة أميرة بهي الدين.

## العمل الصحفي[8]
الأستاذة أميرة بهي الدين تمتلك خبرة طويلة في عالم الصحافة والإعلام، حيث انضمت لصحيفة ومجلة روز اليوسف ككاتبة رأي ومقالات، وذلك خلال الفترة ما بين 2005 و 2011، ثم عاودت التجربة خلال عامي 2020 و2021.
وقد نشرت كل مقالاتها حتى نهاية 2009 في ثلاث كتب نشرت من قِبَل دار نشر المحروسة في يناير 2010.
كما كانت تنشر مدوناتها وحكاياتها عبر مدونة «الشوارع حواديت» على شبكة الإنترنت منذ عام 2007
كما أن لها مدونات أخرى خاصة لكتاباتها الحرة مثل: «ياما دقت على الراس طبول»، و«راسي وأنا حرة فيها».

## العمل الإذاعي[9]
الأستاذة أميرة بهي الدين أعدت وقدمت أكثر من برنامج إذاعي على شبكات إذاعية مختلفة، مثل (ميجا اف ام ، نغم اف ام ) منذ 2012 وحتى 2016.

## العمل التليفزيوني
وقد شاركت الأستاذة أميرة كمذيعة في تقديم برنامج "الستات مايعرفوش يكدبوا" بقناة CBC في الفترة من 2011 وحتى 2014.
وشاركت في برنامج "المواجهة" على قناة اكسترا نيوز  كمحللة سياسية في الفترة من  2019 وحتى 2020
وفي عام 2022 انطلق برنامج «افتح باب قلبك» من تقديم الأستاذة أميرة على قناة CBC، وما زال البرنامج قائمًا، وهو برنامج تلفزيوني يتحدث عن موضوعات كثيرة ومتعددة تهم الشارع المصري، ويتم مناقشتها دون إصدار أحكام.

## المشاركة بالمجتمع الرقمي
في عامي 2019 / 2021 أعدت وقدمت موسمين من برنامج رقمي بعنوان «من قلب بهية» نُشر على شبكة الانترنت (الفيس بوك ويوتيوب)  وقد خصصته للحديث عن مصر وتاريخها ورموزها مع التعليق والشرح للأحداث العامة التي تعيشها كجزء من معركة الوعي الوطني وتعزيز الانتماء الوطني ضد الفاشية الدينية  والإرهاب دعماً للدولة الوطنية.

## الهوايات[7]
الأستاذة أميرة بالرغم من رحلتها الباهرة في عالم القانون والكتابة  والعمل الإعلامي  إلا أنها سيدة متعددة المواهب فهي تهوى العزف على آلة الأوكورديون.
وعُرفت أيضًا بكونها مصورة فوتوغرافية هاوية، وأقامت أكثر من معرض لصورها الفوتوغرافية مثل "حكايات من مصر 2012 " و "الطبول وثقافات الشعوب 2015، 2016 ".